# ICAR Comercial
Die ICAR Comercial, auch BFW M36, war ein in Deutschland entworfenes und in Rumänien gebautes Passagierflugzeug der 1930er Jahre. Von ihr wurde nur ein Exemplar produziert.

## Geschichte
Die Ernennung Erhard Milchs zum Staatssekretär im Reichsluftfahrtministerium nach der Machtübernahme der Nationalsozialisten im Jahr 1933 führte dazu, dass die Bayerische Flugzeugwerke AG (BFW) aufgrund der persönlichen Abneigung Milchs gegenüber deren Chefkonstrukteur Willy Messerschmitt eine Zeitlang keine staatlichen Entwicklungsaufträge mehr erhielt. Diesem Zustand versuchte das Unternehmen durch das Erlangen von Auslandsverträgen entgegenzuwirken. Die rumänische ICAR, die seit 1931 das Sportflugzeug M23 der BFW in Lizenz produzierte, erteilte deshalb nach einer Anfrage eine Anforderung zur Entwicklung eines achtsitzigen Verkehrsflugzeugs. Als Reaktion entwarf Messerschmitt in Augsburg die M36, für die ein französisches K-14-Triebwerk von Gnome-Rhône mit 456 PS vorgesehen wurde. Die Konstruktionspläne wurden akzeptiert und der Bau eines Prototyps im ICAR-Werk in Bukarest durchgeführt. Aus unbekannten Gründen wurde aber statt des geplanten Antrieb ein Serval-Antrieb mit nur 360 PS eingesetzt. Die Flugerprobung begann Ende 1934 und ergab trotz des schwächeren Motors akzeptable Flugleistungen. Allerdings blieb es bei diesem einen Exemplar. Im Jahr 1936 wurde das nun als ICAR „Comercial“ bezeichnete Flugzeug der rumänischen Fluggesellschaft LARES übergeben, die es bis 1938 einsetzte.

## Aufbau
Das Flugzeug war ein freitragender Schulterdecker mit einteiliger, einholmiger Tragfläche aus rumänischer Fichte, Sperrholzbeplankung über alles, die vier innenliegende Kraftstoffbehälter beherbergte. Die Landeklappen gingen bis zum Rumpf, der aus einem mit Stoff bespannten, verschweißten Chrom-Molybdän-Stahlrohrgerüst bestand und einen Trimmbehälter im Heck besaß. Die Höhenflosse des freitragenden Leitwerks war im Flug verstellbar und das Seitenruder besaß eine Trimmklappe. Das Fahrwerk ohne Verbindungsachse war mit je einer Strebe pro Seite an Rumpf und Flügel angeschlagen; letztere Strebe war als Messier-Federstiel ausgelegt. Das Spornrad war schwenkbar.

## Technische Daten

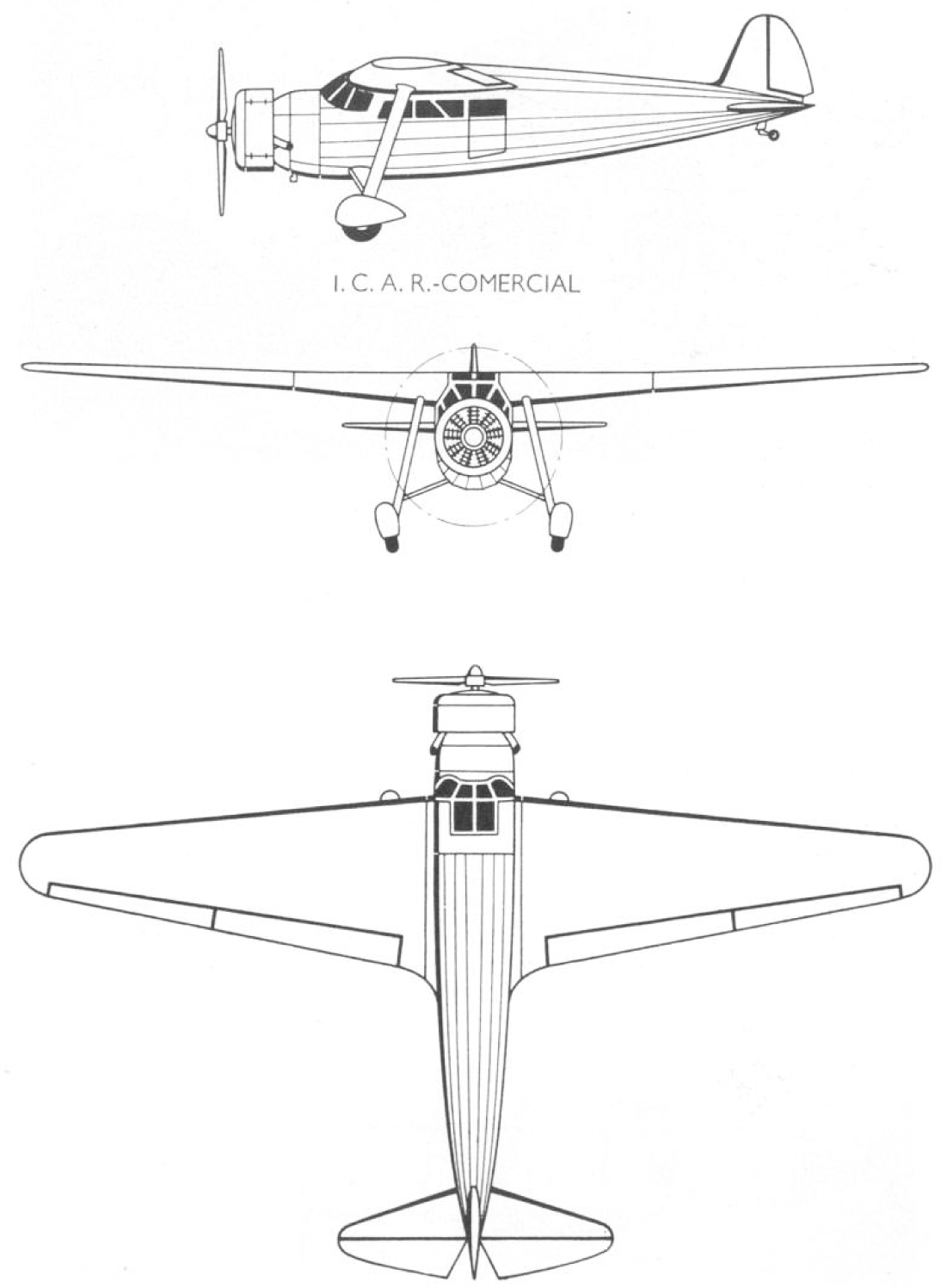
Dreiseitenansicht

| Kenngröße             | Daten                                                              |
| --------------------- | ------------------------------------------------------------------ |
| Besatzung             | 2                                                                  |
| Passagiere            | 6                                                                  |
| Spannweite            | 15,40 m                                                            |
| Länge                 | 9,80 m                                                             |
| Höhe                  | 2,80 m                                                             |
| Flügelfläche          | 30,50 m²                                                           |
| Flügelstreckung       | 7,8                                                                |
| Flächenbelastung      | 73,8 kg/m²                                                         |
| Leistungsbelastung    | 6,3 kg/PS                                                          |
| Flächenleistung       | 11,8 PS/m²                                                         |
| Rüstmasse             | 1320 kg                                                            |
| Startmasse            | 2250 kg                                                            |
| Antrieb               | ein luftgekühlter 10-Zylinder-Sternmotor Armstrong Siddeley Serval |
| Startleistung         | 360 PS (265 kW)                                                    |
| Höchstgeschwindigkeit | 250 km/h                                                           |
| Reisegeschwindigkeit  | 210 km/h                                                           |
| Landegeschwindigkeit  | 88 km/h                                                            |
| Steigzeit             | 4 min auf 1000 m Höhe 16 min auf 3000 m Höhe                       |
| Gipfelhöhe            | 4500 m                                                             |
| Reichweite            | 700 km                                                             |